# Mashawasha
Els Mashawasha (singular Mashawa) eren una tribu de libis que vers la meitat del II mil·lenni vivien a Tripolitana i van conquerir Cirenaica vers el segle xiv aC i al segle xiii aC (en els regnats de Seti I i Ramsès II) es van llençar contra Egipte però foren rebutjats.
Anys després, vers el 1184 aC un cap Mashawaha de nom Mariai fill de Didi, amb el suport dels Pobles de la mar, va tornar a Egipte i va poder ocupar els oasis occidentals i part del Delta occidental, però finalment els egipcis els van derrotar en una gran batalla que va tenir lloc a Per-Ir al nord-oest de Memfis i els mashawasha i altres libis orientals, i els seus aliats zkaywasha (aqueus?), tursa o tursha, sakalasa, sardana o shardana (ancestres dels sards) i licis van ser massacrats en la fugida. Es van recuperar i van tornar a Egipte sota Ramsès III el 1194 aC, ocupant el Delta occidental, però en van ser expulsats altre cop després de ferotges batalles. Encara van tornar per tercera vegada vers el 1180 aC i altre cop van acabar expulsats, però el faraó per evitar nous atacs els va permetre establir-se al delta.
Els dos pobles es van fusionar a base de matrimonis mixtes que foren freqüents, i alguns mashawasha van arribar a posicions elevades en la jerarquia religiosa i política; un d'aquestos, Shesonq, es va casar amb una princesa egípcia de sang reial i el seu net, també anomenat Shesonq, fou cap de l'exèrcit i portava el títol de "Gran Cap dels Mashwasha", i vers el 950 aC va agafar el poder suprem, i a la mort de Psusennes II va fundar la dinastia XXII. Al final de la dinastia XXII un príncep de nom Pedubastis va fundar la dinastia XXIII. Durant un temps les dues dinasties van regnar al mateix temps i tenien bones relacions. Vers el 740 o 730 aC ja hi havia tres prínceps al delta amb títol de faraó; finalment el príncep de Sais, possible també descendent de Shesonq, va unificar el delta eliminant les dues dinasties rivals i van fundar la dinastia XXIV o saïta.